# Geschichte der Juden in Krakau

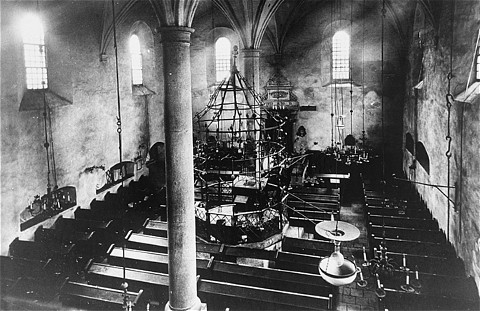
Alte Synagoge, Innenausstattung vor 1939

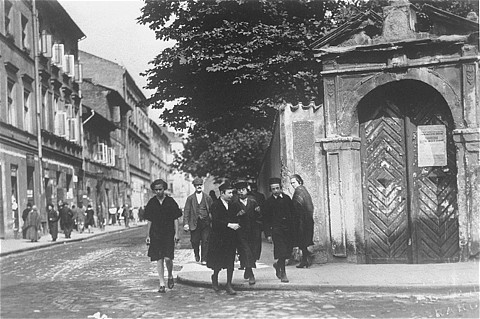
Jüdische Jungen vor 1939

Die Geschichte der Juden in Krakau ist die Beschreibung jüdischen Lebens in Krakau, einer der wichtigsten Städte Polens.

## Königreich Polen
1038 wurde Krakau Hauptstadt des polnischen Staates. 1234 erließ Bolesław der Fromme in dem Statut von Kalisch weitgehende Rechte für Juden in Polen.
1348 kamen Juden aus Mitteleuropa nach Pogromen nach Krakau. Das jüdische Viertel lag damals im heutigen Universitätsviertel um die ulica Świętej Anny (St.-Anna-Straße). 1495 wurde die jüdische Bevölkerung nach einem schweren Stadtbrand in die nahegelegene Stadt Kazimierz umgesiedelt.
1496 kam Jakob Polak und gründete die erste Jeschiwa Polens. Die Stadt wurde zu einem geistigen Zentrum jüdischer Kultur. 1497 wurde die Alte Synagoge errichtet.
1534 gründeten die Brüder Helicz eine hebräische Druckerei, die erste in Polen und Osteuropa. Joseph ben Mordechai Gershon wurde Leiter einer Jeschiwa. 1550 kam Moses Isserles nach Krakau und wurde die wichtigste geistige Autorität. Er gründete eine Jeschiwa, wurde Dajan (Richter) und Vertreter im jüdischen Rat der vier Länder in Polen. Mattitja ben Solomon Delacrut lehrte Astronomie und Kabbala. Schüler wie Mordechai Jaffe lernten in Kazimierz. 1553 wurde die Remuh-Synagoge eröffnet.
In den folgenden Jahrhunderten verschlechterten sich die Bedingungen für jüdisches Leben.

## 1772 bis 1846
1795 kam Krakau an die Habsburgermonarchie, 1815 war es Republik Krakau. 1822 wurden in Kazimierz die Stadtmauern abgerissen. Juden durften sich nun in ganz Krakau niederlassen, das jüdische Zentrum blieb aber Kazimierz.
Im Aufstand von 1846 unterstützten viele Juden wie Oberrabbiner Dow Ber Meisels die polnischen Unabhängigkeitsbestrebungen.

## Kaiserreich Österreich
1846 kam Krakau zum Kaiserreich Österreich. Juden hatten weitgehende Rechte. Meisels wurde Mitglied im Stadtrat und Vertreter von Krakau im Reichsrat von Österreich.
1857 waren 37 % der Bevölkerung Krakaus jüdisch. Der größte Teil der Bevölkerung lebte in einfachen Verhältnissen und verdiente seinen Lebensunterhalt mit niedrigen Beschäftigungen. Krakau wurde ein Zentrum der jüdischen Arbeiterbewegung Bund.
1905 kamen Juden aus Russland nach Pogromen nach Krakau. Die Stadt wurde ein Zentrum der zionistischen Bewegung.

1909 wurde der Sportklub Makkabi Kraków gegründet, 1910 Jutrzenka Kraków.

## Zweite Polnische Republik

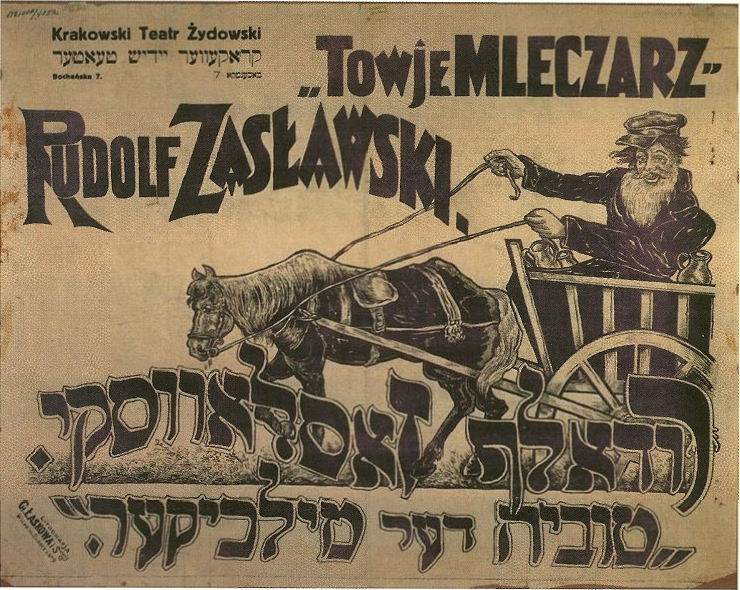
Jiddisches Theater in Krakau

1918 kam Krakau zur neuen Polnischen Republik. Die jüdische Bevölkerung war formal gleichberechtigt. Mordechaj Gebirtig beschrieb in seinen Liedern präzise und liebevoll das Leben der einfachen jüdischen Bevölkerung in Krakau.
Ende der 1920er Jahre verschlechterten sich die Bedingungen. Kazimierz war der Stadtteil der ärmeren und orthodoxen jüdischen Bevölkerung. Die wohlhabenderen wohnten in Podgórze oder anderen Stadtvierteln.
1939 gab es in Krakau 130 Synagogen und Bethäuser.

## Deutsche Besetzung
1941 wurde das Ghetto Krakau im Stadtteil Podgórze eingerichtet. Die meisten Einwohner wurden bis 1944 getötet.

## Volksrepublik Polen und Dritte Republik
Am 11. August 1945 kam es zu schweren Ausschreitungen gegen Juden in Krakau.
Heute werden die Tempel-Synagoge und die Remuh-Synagoge genutzt, es gibt ein Gemeindezentrum, die Stiftung Judaica – Zentrum für Jüdische Kultur, ein jüdisches Museum und ein Jüdisches Kulturfestival.

## Bevölkerungsentwicklung
| Anzahl der Juden in Krakau |                   |        |        |
| Jahr                       | Gesamtbevölkerung | Juden  | Anteil |
| 1857                       | 034.200           | 12.937 | 37,8 % |
| 1869                       | 049.800           | 17.670 | 35,5 % |
| 1880                       | 066.300           | 20.269 | 30,6 % |
| 1890                       | 072.400           | 20.939 | 28,0 % |
| 1900                       | 091.000           | 25.670 | 28,1 % |
| 1910                       | 152.000           | 32.321 | 21,3 % |

## Synagogen
- Alte Synagoge
- Remuh-Synagoge (1553/56)
- Hohe Synagoge (1563)
- Kupa-Synagoge (1643)
- Isaak-Synagoge (1644)
- Popper-Synagoge (1620)
- Tempel-Synagoge (1862)

## Mikwen
- Große Mikwe (1567)